# Un garçon pas comme les autres (Ziggy)
«Un garçon pas comme les autres (Ziggy)» —en español: «Un chico distinto a los demás (Ziggy)»— es el quinto y último sencillo del álbum Dion chante Plamondon de la cantante Céline Dion. Fue lanzado el 28 de junio de 1993 a través de Columbia y Epic Records. En Francia, fue lanzado como segundo sencillo, logrando un éxito notable en aquel país. La canción fue recopilada en The Collector's Series, Volume One (2000) y On ne change pas (2005).
Cuenta la historia del amor apasionado de una mujer hacia un hombre homosexual llamado Ziggy, basado en el personaje del musical Starmania de 1978.
Dion grabó una versión alternativa en inglés, disponible en la recopilación Tycoon, lanzada en septiembre de 1992 y la cual, recibió una certificación de platino en Francia. Ambas versiones cuentan con un vídeo musical muy similar dirigidos por Lewis Furey (esposo y productor de la actriz/cantante Carole Laure). La versión en francés fue recopilada en la edición en vídeo de On ne change pas (2005). En él se puede ver a la cantante sentada en las gradas de un estadio, observando a Ziggy durante un partido de fútbol. Al final, él camina hacia otro chico cuyo rostro está cubierto con una capucha, luego se besan. Al retirar la capucha, es Céline Dion quien le da el beso. Ziggy es interpretado por el modelo Rodney Weber.
Dion ha interpretado la canción en varias de sus giras desde 1994. Dichas interpretaciones fueron recopiladas en los álbumes en vivo: À l'Olympia (1994), Live à Paris (1995) y Au cœur du stade (1999).
La canción alcanzó el segundo puesto en Francia y fue certificado con un disco de oro, en representación de 365 000 copias vendidas en aquel país. Permaneció en la lista por casi dos años, incluyendo 7 semanas en el segundo puesto y 18 semanas en el top 10. Fue el mayor éxito en idioma francés de la cantante desde «D'amour ou d'amitié», de 1983.

## Formatos
Edición de disco compacto para Francia
1. «Ziggy» (Versión en inglés) – 2:58
2. «Un garçon pas comme les autres (Ziggy)» – 2:58

## Posicionamiento en listas y certificaciones

### Posicionamiento en listas
| Francia | French Singles Chart | 2 |

### Certificaciones
| País    | Organismo certificador | Certificación | Simbolización | Ventas certificadas |
| ------- | ---------------------- | ------------- | ------------- | ------------------- |
| Francia | SNEP                   | Oro           | ●             | 365 000             |